# Đỗ Thúc Tĩnh
Đỗ Thúc Tĩnh (1818-1862) húy Như Chương, tự Cấn Trai, là quan nhà Nguyễn theo chủ trương kháng Pháp trong lịch sử Việt Nam.

## Thân thế và sự nghiệp
Đỗ Thúc Tĩnh sinh ngày 16 tháng Giêng năm Mậu Dần (ngày 20 tháng 2 năm 1818) tại làng La Châu, tổng Phước Tường Thượng, huyện Hòa Vang, tỉnh Quảng Nam, nay là thôn La Châu, xã Hòa Khương, huyện Hòa Vang, Đà Nẵng.
Tuy cha làm quan nhưng nhà ông Tĩnh vẫn thuộc diện nghèo. Dù vậy ông vẫn rất chăm học. Đến khi cha mất sớm, ông thờ mẹ và anh rất chu đáo, có tiếng là người hiếu để.
Năm Thiệu Trị thứ 6 (Bính Ngọ 1846) ông thi đỗ Cử nhân. Năm Tự Đức thứ nhất (Mậu Thân 1848) ông thi đỗ Tiến sĩ (Đệ tam giáp đồng Tiến sĩ xuất thân, Đệ tứ danh), được bổ làm Biên tu. Nếu như cha ông là người khai khoa Tú tài của huyện Hòa Vang (đỗ Sinh đồ (tức Tú tài) hai khoa: khoa Kỷ Mão năm Gia Long thứ 18 (1819) và khoa Tân Tỵ năm Minh Mạng thứ 2 (1821)) thì Đỗ Thúc Tịnh lại trở thành vị khai khoa Tiến sĩ của huyện Hòa Vang.
Năm 1850 ông được cử làm Thự Tri phủ Thiệu Hóa (Thanh Hóa), nhưng chỉ mấy tháng sau ông xin về vì mẹ ốm nặng. Mẹ mất, ông ở nhà thọ tang ba năm.
Năm 1853 Đỗ Thúc Tĩnh được bổ làm Tri phủ Diên Khánh (Khánh Hòa). Đến đây, thấy đất Diên Khánh bỏ hoang nhiều, ông bèn tìm mọi cách mộ dân xiêu dạt đến khẩn hoang. Sử nhà Nguyễn chép: "Thúc Tĩnh tìm mọi cách vỗ về, mộ dân xiêu đến lựa đất cho ở, làm nhà cửa, cho cấp điền khí, kẻ ốm đau thời (cấp) thuốc thang, kẻ đói rét thời chẩn cấp, được người ta gọi là Đỗ Phu".
Năm 1854 có chỉ triệu ông về kinh làm Giám sát Ngự sử, nhưng vì dân làm đơn xin lưu lại, nên nhà vua đổi ông sang hàm Thự Thị độc, cho giữ chức vụ cũ. Chưa lâu sau, lại có chiếu bổ ông làm Viên ngoại lang bộ Binh, nhưng lần này quan tỉnh thấy việc mộ dân lập ấp đã sắp xong, xin cho lưu lại làm nốt. Vua lại dụ rằng: "Thúc Tĩnh là người thanh liêm cần cán vào hạng nhất trong hàng phủ huyện, cho thực thụ Thị độc (song) vẫn lưu lại đấy làm việc để khuyến khích cho những viên quan tốt". Việc xong, quan tỉnh tâu lên, ông được thăng chức Hồng lô Tự khanh. Sau đó, ông lần lượt trải các chức: Án sát Khánh Hòa, Bố chính Khánh Hòa, rồi Biện lý bộ Binh.
Tháng 8 năm 1858, tàu Pháp nã đại bác đánh phá Đà Nẵng. Gặp sự cản ngăn quyết liệt của quân đội Việt, quân Pháp bèn tiến vào Nam. Trên đường chuyển quân vào Nam, quân Pháp đã cho 14 chiến thuyền tấn công vào đảo Tử thuộc cửa biển Nha Trang. Lúc này, Đỗ Thúc Tịnh cùng với Tôn Thất Dương là hai vị quan đầu tỉnh Khánh Hòa đã phối hợp cùng với 500 lính Tiền phong cùng nhau đóng giữ và ngăn chặn cuộc tấn công của quân Pháp tại đây. Tờ Châu bản ngày mùng 10 tháng giêng năm Tự Đức thứ 12 (1859) cho biết: "tập tâu của bọn Tôn Thất Dương Đỗ Thúc Tịnh ở tỉnh Khánh Hòa cho biết: Có nhiều thuyền của bọn Dương di đến neo đỗ tại đảo Tử của hạt đó. Tỉnh đó đã phái binh lính cùng triệu tập binh lính của ban chặn giữ các nơi trọng yếu trên đường bộ đủ để giúp cho việc phòng ngự rồi. Duy có điều hiện có nhiều thuyền của bọn Dương di, chưa biết chúng định làm gì nên cần phải điều phái thêm binh lính để trấn giữ".
Quân Pháp đánh hạ thành Gia Định vào tháng 2 năm 1859. Căm giận, Đỗ Thúc Tĩnh liền dâng sớ xin vào nơi đấy để đánh đuổi quân xâm lược. Vua khen là người trung nghĩa, khẳng khái. Mùa hạ tháng 4 năm Tự Đức thứ 14 (1861), Đỗ Thúc Tĩnh được sung chức Khâm phái quân vụ vào Nam Kỳ để tổ chức kháng Pháp. Vua lại cấp cho ông 30 lạng bạc và ngựa trạm để đến hai tỉnh là Vĩnh Long và Hà Tiên, tuyên chỉ dụ cho sĩ dân, đồng thời chiêu mộ nghĩa dũng; sau đó, sẽ hợp lực cùng Tổng đốc Trương Văn Uyển và Tuần phủ Phan Khắc Thận bàn bạc việc quân.
Thấy ông làm được một số việc, vua Tự Đức chuẩn cho ông làm Tuần phủ Định Tường. Ở đây, ông xin cho triệu tập binh sĩ, tích trữ lương thực, chọn chỗ hiểm để lập đồn. Lại xin thuê những người nước ngoài (như người nhà Thanh) ở Gia Định để làm nội ứng mặt thủy và mặt bộ. Vua xem sớ rồi dụ rằng: 
Thúc Tĩnh xem xét tình hình, trù nghĩ phương lược... Tuy còn đương lắng chờ cơ hội, chưa thể vội và đem dùng, nhưng vì nước làm việc như vậy là có lòng trung thành, (biết) mưu tính sâu xa. Thương tình nhà ngươi vất vả, cho thăng Lại bộ Thị lang, (song) vẫn lĩnh chức cũ.
Theo thông tin trên website Xứ Quảng, lúc đầu Đỗ Thúc Tĩnh phối hợp với Trương Định, về sau với Nguyễn Trung Trực, Võ Duy Dương... góp phần đánh thắng quân Pháp nhiều trận, xuất sắc nhất là trận đốt cháy chiếc tiểu hạm Espérance (Hy vọng) của đối phương tại vàm Nhật Tảo năm 1861... Nhờ lập được một số thành tích, tháng 11 năm 1861, ông được thăng chức Lại bộ Hữu Thị lang.
Ngày 26 tháng Giêng năm Nhâm Tuất, niên hiệu Tự Đức thứ 15 (1862) (ngày 24 tháng 2 năm 1862), khi đang trong quân thứ thì ông qua đời, vừa tròn 44 tuổi. Được tin các biên thần tâu về, vua Tự Đức rất đỗi đau buồn và than rằng: "Người tôi trung và mẫn cán chẳng may bị đoản mệnh, chẳng biết sự cơ rồi sẽ như thế nào? Vả lại, khi con người mà bị mất cả "chân tay" thì đâu có khả năng làm được lớn!" 

## Được khen ngợi và ghi công
Sử nhà Nguyễn chép:
"Thúc Tĩnh là người khẳng khái, dũng cảm, thao lược, có chí mà chưa đạt, vua rất lấy làm tiếc, truy tặng (chức) Tuần phủ, và gia cấp cho gấm lụa bạc tiền. Con là (Đỗ) Hữu Điền được ấm thụ chức Tư vụ, (sau) thăng mãi đến chức Tri phủ Ninh Hòa (thuộc Khánh Hòa)".
Ghi công ông:
- Ở Thành phố Đà Nẵng có con đường mang tên Đỗ Thúc Tịnh (ở phường Khuê Trung, quận Cẩm Lệ) và ở xã Hòa Khương, huyện Hòa Vang có Trường THCS Đỗ Thúc Tịnh.
- Ở Thành phố Hồ Chí Minh có con đường mang tên Đỗ Thúc Tịnh (quận Gò Vấp).

## Sách tham khảo chính
- Quốc sử quán triều Nguyễn (Cao Xuân Dục làm Tổng tài), Đại Nam chính biên liệt truyện (bản dịch, trong bài gọi tắt là Chính biên). Nhà xuất bản Văn học, 2004.